# Impact sans perte de contrôle
Un impact sans perte de contrôle (en anglais : Controlled flight into terrain, en abrégé CFIT) est un accident dans lequel un aéronef percute le sol, la surface de l'eau ou un obstacle sans que le pilote aux commandes en ait perdu le contrôle,. Bien qu'un problème mécanique puisse être à l'origine d'un CFIT, l'erreur de pilotage est le facteur le plus commun. Elle peut être due à une erreur de navigation, à une mauvaise appréciation de la météo, à la méconnaissance de la hauteur du terrain, ou à une désorientation spatiale.
Les accidents résultant d'une action volontaire de la personne aux commandes, tels qu'un acte de terrorisme ou d'un suicide du pilote, ne sont pas considérés comme étant des CFIT, tout comme les situations où l'aéronef est hors de contrôle au moment de l'impact,,.

## Étymologie
Le terme aurait été inventé par les ingénieurs de Boeing, vers la fin des années 1970. Toujours selon ce constructeur, pour la période couvrant l'intervalle 2003 à 2012, ce type d'accident était le deuxième le plus meurtrier derrière la perte de contrôle simple (LOC : Lost Of Control), causant près de mille décès dans les aéronefs et parmi des personnes extérieures pendant cette période.

## Prévention
Les constructeurs et les compagnies aériennes travaillent en permanence à diminuer ces accidents. Les solutions les plus utilisées sont une formation améliorée des pilotes, essentiellement en leur demandant de rester attentifs à leur instrumentation de bord, mais également la mise au point de systèmes de sécurité performants, comme le GPWS, un système d'avertissement de proximité du sol qui est devenu obligatoire à partir de 1974 sur tous les avions en service commercial.[Information douteuse]